# Il massacro di Amityville
Il massacro di Amityville (The Amityville Murders) è un film del 2018 diretto da Daniel Farrands.

## Trama
La notte del 13 Novembre 1974, Ronald DeFeo Junior prende un fucile ed uccide tutta la sua famiglia. Durante il processo, l'uomo afferma che delle voci presenti nella sua casa gli avevano ordinato di compiere il delitto.

## Curiosità
Questa pellicola è il remake del film Amityville Possession; qui compare in un cameo l'attore Burt Young raffigurando il nonno materno di Ronald DeFeo Junior, mentre nel film del 1982 ne impersona il padre.

## Distribuzione
Il film è stato distribuito negli Stati Uniti il 9 ottobre del 2018, mentre internazionalmente l'8 febbraio 2019.